# Malaxideae
Malaxideae je tribus orhideja, dio potporodice Epidendroideae. Postoje 2 podtribusa sa 19 priznatih rodova; tipični je Malaxis Sol. ex Sw. s 15 vrsta.

## Rodovi
1. Subtribus Dendrobiinae G. Don
  1. Epigeneium Gagnep. (43 spp.)
  2. Dendrobium Sw. (1586 spp.)
  3. Bulbophyllum Thouars (2190 spp.)
2. Subtribus Malaxidinae Benth. & Hook.f.
  1. Liparis Rich. (322 spp.)
  2. Stichorkis Thouars (109 spp.)
  3. Blepharoglossum (Schltr.) L. Li (38 spp.)
  4. Ypsilorchis Z. J. Liu, S. C. Chen & L. J. Chen (1 sp.)
  5. Dienia Lindl. (5 spp.)
  6. Crepidium Blume (308 spp.)
  7. Oberonioides Szlach. (8 spp.)
  8. Malaxis Sol. ex Sw. (164 spp.)
  9. Crossoliparis Marg. (1 sp.)
  10. Tamayorkis Szlach. (4 spp.)
  11. Hammarbya Kuntze (1 sp.)
  12. Crossoglossa Dressler & Dodson (51 spp.)
  13. Alatiliparis Marg. & Szlach. (14 spp.)
  14. Orestias Ridl. (4 spp.)
  15. Oberonia Lindl. (259 spp.)